# Bent (groupe)
Pour les articles homonymes, voir Bent.
Bent est un duo musical anglais composé de Simon Mills et Neil "Nail" Tolliday. Il est formé 1997 à Nottingham.

## Discographie
- 2000 : Programmed To Love
- 2003 : The Everlasting Blink
- 2004 : Ariels
- 2006 : Intercept!
- 2020 : Up in the Air

### Singles
- 1999 : I Love My Man
- 2000 : Always
- 2000 : Swollen
- 2003 : Magic Love
- 2003 : Stay The Same
- 2004 : Comin' Back
- 2006 : To Be Loved
- 2007 : Waiting For You